# ترميش
ترميش هي قرية في مقاطعة بل دشت، إيران. يقدر عدد سكانها بـ 234 نسمة بحسب إحصاء 2016.